# Amiota acuta
Amiota acuta är en tvåvingeart som beskrevs av Toyohi Okada 1968. Amiota acuta ingår i släktet Amiota och familjen daggflugor. Inga underarter finns listade i Catalogue of Life.